# Burning Bridges
Burning Bridges treći je studijski album švedskog melodičnog death metal sastava Arch Enemy, objavljen 21. svibnja 1999. godine.

## O albumu
To je ujedno njihov posljednji album snimljen s pjevačem Johanom Liivom, prije nego što je zamijenjen Angelom Gossow. Producirali su ga Fredrik Nordström i Michael Amott, te je za pjesmu "Immortal" snimljen i spot. Album je reizdan 25. svibnja 2009. s novim omotom i bonus pjesmama.

## Popis pjesama
| 1.    | »The Immortal«    | 3:43 |
| 2.    | »Dead Inside«     | 4:13 |
| 3.    | »Pilgrim«         | 4:33 |
| 4.    | »Silverwing«      | 4:08 |
| 5.    | »Demonic Science« | 5:23 |
| 6.    | »Seed of Hate«    | 4:09 |
| 7.    | »Angelclaw«       | 4:06 |
| 8.    | »Burning Bridges« | 5:31 |
| 35:32 |                   |      |

## Osoblje
Arch Enemy
- Johan Liiva - vokal
- Michael Amott - gitara, prateći vokal
- Christopher Amott - gitara
- Sharlee D'Angelo - bas-gitara
- Daniel Erlandsson - bubnjevi

Dodatni glazbenici
- Fredrik Nordström - klavijature, produkcija
- Per Wiberg - klavir, melotron